# Kirkizátes
Kirkizátes är en ort i Grekland.   Den ligger i prefekturen Nomós Ártas och regionen Epirus, i den centrala delen av landet, 270 km nordväst om huvudstaden Aten. Kirkizátes ligger 25 meter över havet och antalet invånare är 528.
Terrängen runt Kirkizátes är kuperad norrut, men söderut är den platt.Runt Kirkizátes är det ganska glesbefolkat, med 39 invånare per kvadratkilometer. Närmaste större samhälle är Arta, 4,4 km öster om Kirkizátes. Trakten runt Kirkizátes består till största delen av jordbruksmark.